# کرومید نارنجی
کرومید نارنجی (نام علمی: Pseudetroplus maculatus)، گونه‌ای متعلق به خانواده سیچلایدها و بومی رودخانه‌های آب شیرین و لب شور، تالاب‌ها و مصب‌های رودخانه در جنوب هند و سریلانکا است. در زبان مالایایی با نام پالاتی (مالایایی: പള്ളത്തി) نیز شناخته می‌شود. کرومید نارنجی در میان علاقمندان نگهداری ماهی گونه ای محبوب است و اغلب در آکواریوم‌ها نگهداری می‌شود. این گونه بخشی از تیره سیچلاید است و در زیر خانواده Etroplinae قرار دارد. طول کرومید نارنجی به ۸ سانتیمتر (۳٫۱ اینچ) می‌رسد.